# تورفاوان
تورفاوان (به ارمنی: Տորֆավան) یک شهر در ارمنستان است که در استان گغارکونیک واقع شده‌است. در کیلومتری شمال گاوار، مرکز استان گغارکونیک واقع شده‌است.

## خصوصیات
تورفاوان ۵۰۵ نفر جمعیت دارد و در ارتفاع  متر بالاتر از سطح دریا قرار گرفته است.